# Bayes-féle rekurzív becslés
A valószínűségszámításban, statisztikában és gépi tanulásban a Bayes-féle rekurzív becslés vagy Bayes-szűrő egy általános probabilisztikus megközelítés egy ismeretlen sűrűségfüggvény megbecslésére, mely rekurzív módon, adott idő alatt beérkező mért adatokat és egy matematikai folyamatmodellt használ fel. A folyamat maga erősen támaszkodik azon matematikai koncepciókra és modellekre, melyek a prior és posterior valószínűségek megismerésén belül feltételezhetők, lásd Bayes-statisztika.

## A robotikában
A Bayes-szűrő egy algoritmus, melyet a számítástudományban arra használnak, hogy kiszámolják a valószínűségét többféle elképzelésnek, amelyek megadják a robotnak a lehetőséget, hogy kikövetkeztethesse a helyzetét és orientációját. Lényegében a Bayes-szűrő segítségével a robot folyamatosan frissítheti a legvalószínűbb pillanatnyi helyzetét egy koordináta rendszeren belül, mindezt az időben legutóbb beérkezett szenzoros adat alapján. Ez egy rekurzív algoritmus, amely két részből áll: becslés és feltalálás. Ha a változók normál eloszlásúak és az átmenetek lineárisak, a Bayes-szűrő a Kálmán-szűrővel lesz egyenlő.
Egy egyszerű példában, a robot egy rácson keresztülhaladva többféle különböző szenzorral rendelkezhet amelyek információt szolgáltatnak számára a környezetéről. A robot kiindulhat abból a meggyőződésből, hogy a jelenlegi pozíciója a (0,0). Azonban, ahogy egyre távolabb és távolabb halad a kezdeti helyéről, a robot folyamatosan kevésbé lesz biztos a jelenlegi pozíciójában; Bayes-szűrőt használva, egy valószínűségi értéket rendelhetünk a robot saját elképzeléséhez a pillanatnyi helyzetét illetőleg, és ez a valószínűségi változó ezután folyamatosan frissíthető a beérkező szenzoros információk alapján.

## Modell
A valós állapot {\displaystyle x} egy nem megfigyelt Markov-láncnak tudható be, és a mérések {\displaystyle z} a Rejtett Markov-modell (RMM) megfigyelései. A következő ábra egy RMM Bayes-hálóját mutatja be.
A Markov-feltétel miatt, a jelenlegi valós állapot valószínűsége, a közvetlenül előtte levő állapot ismeretében feltételesen független az azt megelőző összes állapottól.
{\displaystyle p({\textbf {x}}_{k}|{\textbf {x}}_{k-1},{\textbf {x}}_{k-2},\dots ,{\textbf {x}}_{0})=p({\textbf {x}}_{k}|{\textbf {x}}_{k-1})}
Hasonlóan, a mért érték a k-adik időlépésben is csak a jelenlegi állapottól függ, tehát annak ismeretében feltételesen független az azt megelőző összes állapottól.
{\displaystyle p({\textbf {z}}_{k}|{\textbf {x}}_{k},{\textbf {x}}_{k-1},\dots ,{\textbf {x}}_{0})=p({\textbf {z}}_{k}|{\textbf {x}}_{k})}
Ezen feltételezéseket alkalmazva a valószínűségi eloszlás a RMM összes állapotában egyszerűen leírható, úgy mint:
{\displaystyle p({\textbf {x}}_{0},\dots ,{\textbf {x}}_{k},{\textbf {z}}_{1},\dots ,{\textbf {z}}_{k})=p({\textbf {x}}_{0})\prod _{i=1}^{k}p({\textbf {z}}_{i}|{\textbf {x}}_{i})p({\textbf {x}}_{i}|{\textbf {x}}_{i-1}).}
Azonban, amikor a Kálmán szűrőt használjuk az x állapot megbecslésére, a számunkra érdekes valószínűségi eloszlás az azon jelenlegi állapotokkal lesz asszociált melyek feltételesen függenek a jelenlegi időlépésig mért adatoktól. (Ez úgy érhető el, hogy kizárjuk az előzetes állapotokat és elosztunk a mért adatszett valószínűségi értékével.)
Ez elvezet minket a Kálmán szűrő probabilisztikusan írott becslés és frissítés lépéseihez. A becsült állapottal asszociált valószínűségi eloszlás az összessége (integrálja) azon valószínűségi eloszlás produktumainak mely eloszlás a (k - 1)-edik időlépéstől a k-adik időlépésig való átmenettel asszociált, valamint azon valószínűségi eloszlásnak mely az összes megelőző állapottal asszociált, minden lehetséges {\displaystyle x_{k-1}} esetében. 
{\displaystyle p({\textbf {x}}_{k}|{\textbf {z}}_{1:k-1})=\int p({\textbf {x}}_{k}|{\textbf {x}}_{k-1})p({\textbf {x}}_{k-1}|{\textbf {z}}_{1:k-1})\,d{\textbf {x}}_{k-1}}
A frissítési lépés valószínűségi eloszlása arányos a mérési valószínűségből származó produktummal a becsült állapot idejében.
{\displaystyle p({\textbf {x}}_{k}|{\textbf {z}}_{1:k})={\frac {p({\textbf {z}}_{k}|{\textbf {x}}_{k})p({\textbf {x}}_{k}|{\textbf {z}}_{1:k-1})}{p({\textbf {z}}_{k}|{\textbf {z}}_{1:k-1})}}\propto p({\textbf {z}}_{k}|{\textbf {x}}_{k})p({\textbf {x}}_{k}|{\textbf {z}}_{1:k-1})}
A nevező
{\displaystyle p({\textbf {z}}_{k}|{\textbf {z}}_{1:k-1})=\int p({\textbf {z}}_{k}|{\textbf {x}}_{k})p({\textbf {x}}_{k}|{\textbf {z}}_{1:k-1})d{\textbf {x}}_{k}}
konstans az {\displaystyle x}-hez viszonyítva, tehát minden esetben helyettesíthető egy {\displaystyle \alpha } koefficienssel, melyet a gyakorlatban legtöbbször figyelmen kívül hagyhatunk. A számlálót kiszámíthatjuk majd egyszerűen normalizáljuk, mivel integrálja muszáj, hogy egész legyen.

## Felhasználások
- Kálmán-szűrő, egy rekurzív Bayes-szűrő többdimenziós normál eloszlásokhoz.
- Részecskeszűrő, egy Szekvenciális Monte Carlo (SMC) alapú technika, mely diszkrét pontokból álló szett segítségével modellezi a sűrűségfüggvényt.
- Rács-alapú szűrők, melyek felosztják a sűrűségfüggvényt egy determinisztikus, diszkrét rácsra.

## Szekvenciális Bayes-szűrés
A szekvenciális Bayes-szűrés a Bayes-féle becslés kibővítése olyan esetekre, mikor a megfigyelt érték az időben változó. A módszer egy olyan megfigyelt változó valós értékének megbecslésére szolgál mely az idő során változik.
A módszer elnevezése:
szűrés
amennyiben a jelenlegi értéket becsüljük múltbéli és jelenlegi megfigyelések alapján,
simítás
amikor múltbéli értékeket becslünk jelenlegi és múltbéli megfigyelések alapján, és
becslés
amikor valószínű, jövőbeli értékeket becslünk jelenlegi és múltbéli megfigyelések alapján.
A szekvenciális Bayes-szűrés fogalma széleskörűen használt az irányítástechnika és a robotika területein.

## Fordítás
Ez a szócikk részben vagy egészben  a   Recursive Bayesian estimation című angol Wikipédia-szócikk ezen változatának fordításán alapul.  Az eredeti cikk szerkesztőit annak laptörténete sorolja fel. Ez a jelzés csupán a megfogalmazás eredetét és a szerzői jogokat jelzi, nem szolgál a cikkben szereplő információk forrásmegjelöléseként.